# フランソワ・フェヌロン

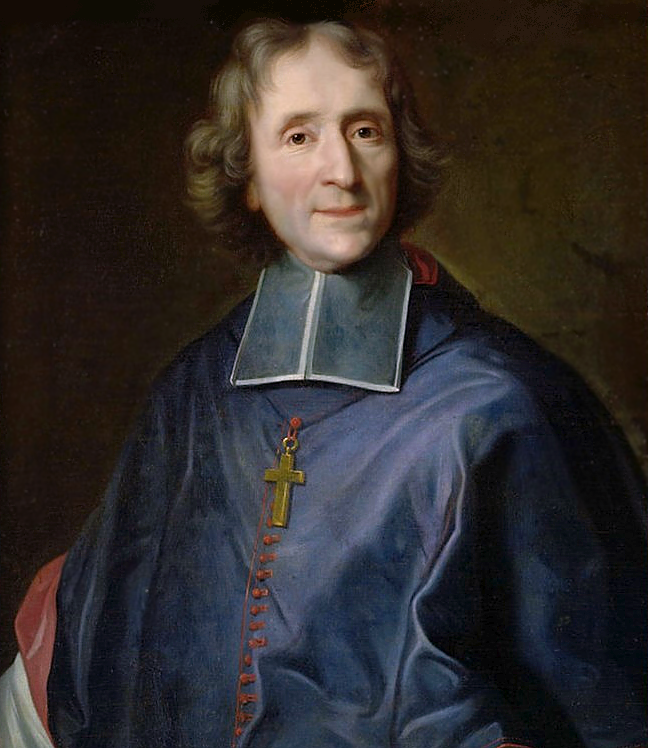
F・フェヌロン

フランソワ・ド・サリニャック・ド・ラ・モート＝フェヌロン（François de Salignac de La Mothe-Fénelon dit Fénelon、1651年8月6日 - 1715年1月7日）は、フランスの神学者・作家。

## 略伝
ペリゴール地方にある貧しいが古く高貴な家系の一員として、サン・モンダン（Sainte-Mondane,　ヌーヴェル＝アキテーヌ地域圏）のフェヌロン城に生まれる。祖先の何人かはサルラ（Sarlat）の司教を勤めたという。兄弟が多かったので早くから聖職者となるよう期待され、幼い時には家庭教師からギリシア語と古典を学ぶ。16歳の時、カオール大学へ送られそこで哲学と修辞学を学んだ。聖職者ジャン・ジャック・オリエールやヴァンサン・ド・ポールの友人であった叔父アントワーヌの紹介により、コレージュ・デュプレシスで神学を学ぶかたわら、ソルボンヌにも通い、そこで後にパリの大司教・枢機卿となるアントワーヌ・ド・ノワイユと出会う。1672年からイエズス会に近いサン＝シュルピス神学校に学び、1677年にカオール大学により神学博士を認証され、同じ年にサルラの司祭に任命される。そのすばらしい説教で評判となり、1679年にはパリ大司教に任命されると同時に、カトリックに改宗した若い女性を教育する機関ヌーヴェル・カトリック（Nouvelles-Catholiques）の監督に就任する。1681年から95年まではカルンナック（Carennac）にある僧院に住んでいた。
1686年から将来の論敵となるボシュエと知り合い、親交を深めている。1685年にルイ14世がナントの勅令を廃止して以来、聖職者にはフランス全体にプロテスタントの誤りを説いてまわるよう要請されていた。ボシュエにより、フェヌロンはイエズス会士のルイ・ブルダルー、エスプリ・フレシエのような雄弁家とともに推薦された。フェヌロンはそれから3年間はサントンジュ（Saintonge, ヌーヴェル＝アキテーヌ地域圏）で、ユグノーに対し改宗を促す活動を続ける一方、王に書簡を送りこの地方から軍隊を排除しあからさまに住民を抑圧しないよう説得している。1688年には従姉妹ジャンヌ・ギュイヨン（ギュイヨン夫人）と出会い1689年から1693年までの間、2人は定期的に文通を続けた。1689年からブルゴーニュ公の家庭教師となり、1695年にカンブレーの大司教に叙任され1715年まで勤める。
1695年、旧知のギュイヨン夫人が異端の信仰により国王の命令でヴァンセンヌ城に投獄されたことから、彼女を非難するボシュエに対し擁護の論陣を張り、フランスのカトリック界を二分する騒ぎに発展した。ルイ14世がボシュエに加担したためにフェヌロンは説教壇上で自分の著書を否認して決着がつくが、かえって世論はフェヌロンを支持するようになった。このキエティスム論争の最中である1699年に『テレマックの冒険』公刊。プラトンに由来する独特の理想国家を提示し、フェヌロンのユートピア思想をあらわす代表作として知られる。

## 人物と文学上の業績
温厚で徳操が高いフェヌロンは教え子のブルゴーニュ公を初めとして、ヨーロッパ中の貴顕から尊敬され、スペイン継承戦争でフランスに攻めこんでいたイギリスのマールバラ公でさえ、フェヌロンの教区では戦闘を控えたという。
古典の造詣が深く、想像力が旺盛で繊細というフェヌロンの特徴は代表作『テレマック』にも示されている。この小説は明晰な文体でルイ14世の治世を批判し「君主は、人民の福祉以外の目的のためには存在しない」という大胆な政治思想を宣言した。
その一方で熱烈な、神秘的ともいえるカトリックの著作家として、ボシュエやパスカルと並ぶ地位を確立し、後の詩人シャトーブリアンに影響を与えている。

## 著作
- Traité de l'éducation des filles (1687) ;
- Traité du ministère des pasteurs, (1688) ;
- Réfutation du système du père Malebranche sur la nature et la grâce (1688) ;
- Lettre à Louis XIV ( [archive]1693) (sur le site recherche-fenelon.com).
- Explication des maximes des saints sur la vie intérieure (1697) ;
- 『テレマックの冒険 Les Aventures de Télémaque (1699) 』; 朝倉剛訳　現代思潮社・古典文庫、1969
- Fables composées pour l'éducation du duc de Bourgogne (1700) ;
- Dialogues des morts (1712) ;
- Lettre sur les occupations de l'Académie (1714) ;
- Démonstration de l'existence de Dieu, tirée de la connaissance de la Nature et proportionnée à la faible intelligence des plus simples (1712), et avec une deuxième partie, 1718, souvent réimprimé, notamment en 1810 avec notes de Louis-Aimé Martin ;
- Fables et opuscules pédagogiques (1718).
- Dialogues sur l'éloquence, avec une Lettre à l'Académie française, (1718)11 ;
- Examen de la conscience d'un roi (pour le duc de Bourgogne), imprimé seulement en 1734 ;
- des Sermons, qui pour la plupart furent prêches d'abondance ;
- des Lettres spirituelles.